# Es tanzt ein Bi-Ba-Butzemann

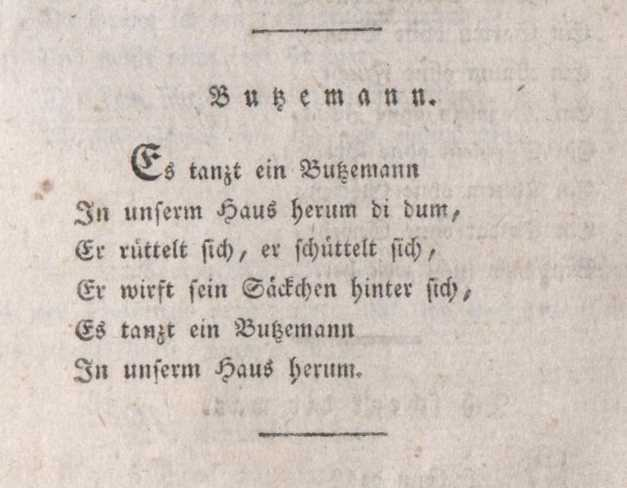
Édition originale.

Es tanzt ein Bi-Ba-Butzemann est une chanson enfantine en allemand. 
Elle a été publiée pour la première fois en 1808 dans le chansonnier Des Knaben Wunderhorn édité par Clemens Brentano et Achim von Arnim qui s'inspirèrent d'un texte composé par Jacob Grimm. 
Le Butzemann est à l'origine une sorte de Croque-mitaine (pendant du Boogeyman anglo-saxon[réf. nécessaire]) inventé pour effrayer les enfants mais qui dans la chanson devient bien plus pacifique puisqu'au lieu de punir les enfants qui ne seraient pas sages, récompense au contraire d'une pomme les enfants sages qui dorment déjà.

## "Viva Puigdemont"
Les paroles Bi-Ba Puztemann, articulées en allemand semblent s'entendre en espagnol comme Viva Puigdemont et depuis l'arrestation du 130e président de la Catalogne (poste qui n’existe pourtant pas), Carles Puigdemont, en Allemagne, le rejet de la demande extradition pour "rébellion" demandée et la libération temporaire sous caution permettant à ce dernier de s'exprimer publiquement et de recevoir des témoignages de soutien, la chanson a connu un certain écho en Catalogne, au point que l'écrivain Quim Monzó l'utilise comme icône de Twitter.

## Sources
- Version la plus populaire dans le contexte du "Procés" catalan
- Article en Allemand
- El País en catalan
- Rac1
- Nació Digital
- El Periódico
- El Mundo